# Pfaffengrün (Oberkotzau)
Pfaffengrün ist ein Gemeindeteil des Marktes Oberkotzau im Landkreis Hof (Oberfranken, Bayern).

## Geographie
Der Weiler liegt im Südwesten des Gemeindegebietes unweit der Einzelsiedlungen Herrenlohe und Lerchenberg. Die Durchgangsstraße verbindet die Dörfer Fletschenreuth und Autengrün. Pfaffengrün besteht aus einem Tierheim und einem landwirtschaftlichen Betrieb. Die dort ansässige Familie Puchta lässt sich bis ins Jahr 1618 zurückverfolgen. Wolfgang Puchta ist 1618 der erste namentlich genannte Einwohner des Ortes. Sein Enkel gleichen Namens wird 1687 als Bauer und Pfarrlehensmann erwähnt. Das in einem alten Bauernhaus untergebrachte Tierheim gehört bereits zu Fletschenreuth. Der gesamte Ort ist seit jeher nach Schwarzenbach an der Saale eingepfarrt. Vor der Eingemeindung nach Oberkotzau gehörte Pfaffengrün zur Gemeinde Autengrün, die Kinder besuchten früher die Dorfschule in Fletschenreuth.